# Dan Medlin
Dan Medlin é um ex-jogador profissional de futebol americano estadunidense

## Carreira
Dan Medlin foi campeão da temporada de 1976 da National Football League jogando pelo Oakland Raiders.